# هلند (کنتاکی)
هلند (به انگلیسی: Holland) یک منطقهٔ مسکونی در ایالات متحده آمریکا است که در شهرستان آلن، کنتاکی واقع شده‌است. هلند ۲۴۶ متر بالاتر از سطح دریا واقع شده‌است.